# Linux Mint
Linux Mint is een door de gemeenschap aangestuurde Linuxdistributie gebouwd met pakketten afkomstig uit de Ubuntu-archieven (op zijn beurt gebaseerd op Debian), verkrijgbaar in de vorm van een installeerbare live-cd en gebundeld met een verscheidenheid aan gratis en open-source-applicaties. Het kan volledige kant-en-klare multimedia-ondersteuning bieden voor diegenen die ervoor kiezen om propriëtaire software zoals multimediacodecs op te nemen. De eerste versie verscheen op 27 augustus 2006.
Linux Mint kan worden opgestart en uitgevoerd vanaf een USB-stick op elke pc die kan opstarten vanaf een USB-station, met de optie om instellingen op de flashdrive op te slaan. Als alternatief kan de Linux Mint ISO op een dvd worden gebrand om vanaf daar op te starten.
Het Linux Mint-project is gemaakt door Clément Lefèbvre en wordt onderhouden door het Linux Mint-team en de gemeenschap.

## Verschillen met Ubuntu
Linux Mint focust vooral op gebruiksvriendelijkheid. De verschillen tussen Ubuntu en Linux Mint zijn:
- Een andere gebruikersomgeving. Mint maakt geen gebruik van GNOME of Unity, maar van het zelf ontwikkelde Cinnamon of het van GNOME 2 afgesplitste MATE.
- Ander thema en stijl.
- Bevat niet-vrije programma's zoals Flash Player en extra codecs.
- Een andere keuze van standaard meegeleverde programma's.
- Bevat een paar eigen configuratiegereedschappen als MintDesktop, MintAssistant en MintWiFi.
- MintInstall: Een programma waarmee vanaf een internetcatalogus mint-files kunnen worden gedownload. Een mint-file bevat niet de software zelf, maar enkel de benodigde informatie voor MintInstall om die software te downloaden en direct te kunnen installeren. Dit is met name handig bij programma's die niet in de standaardrepository's voorkomen. In latere versies werd MintInstall vervangen door Softwarebeheer die direct de programma's downloadt en installeert.
- Linux Mint wordt onderhouden door een community, Ubuntu door Canonical en een community.

## Versiegeschiedenis
Van Linux Mint bestaan volgende versies:
| Versie           | Uitgavedatum                        | Desktopomgeving                 | Opmerkingen |
| ---------------- | ----------------------------------- | ------------------------------- | --- |
| 1.0 Ada          | 27 augustus 2006                    | KDE                             | |
| 2.0 Barbara      | 13 november 2006                    | GNOME                           | |
| 2.1 Bea          | 20 december 2006                    | GNOME                           | |
| 2.2 Bianca       | 20 februari 2007                    | GNOME, KDE                      | Tweede KDE-versie van Linux Mint. |
| 3.0 Cassandra    | 30 mei 2007                         | GNOME, KDE, Xfce                | |
| 3.1 Celena       | 24 september 2007                   | GNOME                           | |
| 4 Daryna         | 15 oktober 2007                     | GNOME, KDE                      | |
| 5 Elyssa         | 8 juni 2008                         | GNOME, KDE, Xfce, Fluxbox       | Eerste Xfce- en Fluxbox-versie. |
| 6 Felicia        | 15 december 2008                    | GNOME, KDE, Xfce, Fluxbox       | |
| 7 Gloria         | 26 mei 2009                         | GNOME, KDE, Xfce                | |
| 8 Helena         | 28 november 2009                    | GNOME, KDE, Xfce, Fluxbox, LXDE | Eerste LXDE-versie. |
| 9 Isadora        | 18 mei 2010                         | GNOME, KDE, Xfce, Fluxbox, LXDE | |
| 10 Julia         | 12 november 2010                    | GNOME, KDE, Xfce, Fluxbox, LXDE | |
| 11 Katya         | 26 mei 2011                         | GNOME, LXDE                     | |
| 12 Lisa          | 3 februari 2012                     | GNOME3, KDE, MATE, LXDE         | |
| 13 Maya          | 23 mei 2012                         | Cinnamon, MATE, Xfce, KDE       | MATE 1.2, Cinnamon 1.4 en de introductie van MDM. Gebaseerd op Ubuntu 12.04 met Linux 3.2. |
| 14 Nadia         | 20 november 2012                    | Cinnamon, MATE, Xfce, KDE       | 14.1 kwam uit op 30 november 2012. Gebaseerd op Ubuntu 12.10 met Linux 3.5. |
| 15 Olivia        | 29 mei 2013                         | Cinnamon, MATE, Xfce, KDE       | De KDE- en Xfce-versies verschenen later |
| 16 Petra         | 30 november 2013                    | Cinnamon, MATE, Xfce, KDE       | De KDE- en Xfce-versies verschenen later (22 december 2013). |
| 17 Qiana LTS     | 31 mei 2014                         | Cinnamon, MATE, Xfce, KDE       | Update Manager werd bijgewerkt, de Driver Manager kan nu drivers installeren zonder internet, MDM (inlogscherm) werd verbeterd, Language Settings vervangt Language Support, kleine aanpassingen aan het Softwarebronnen-beheergereedschap, het welkomstscherm gebruikt geen WebKit meer waardoor het sneller start, MATE 1.8, Hexchat vervangt XChat. De KDE-versie verscheen later (23 juni 2014) alsook de Xfce-versie (26 juni 2014). |
| 17.1 Rebecca LTS | 29 november 2014                    | Cinnamon, MATE, Xfce, KDE       | Deze versie bevat Cinnamon 2.4, dat sneller en efficiënter is. De thema- en achtergrondinstellingen werden herontworpen. Het is mogelijk om als achtergrond een diavoorstelling af te spelen (verschillende wisselende achtergronden). Nemo ondersteunt nu emblemen (iconen) voor mappen en bestanden. De Update Manager groepeert de bij elkaar behorende pakketten nu als één update. Daarnaast werd het kernelselectieprogramma uitgebreid met de tab regressies (bugs die opnieuw opduiken). Deze versie wordt ondersteund tot 2019. De KDE-versie verscheen op 8 januari 2015 en de Xfce-versie drie dagen later. |
| 17.2 Rafaela LTS | 30 juni 2015                        | Cinnamon, MATE, Xfce, KDE       | De Xfce- en KDE-versie verschenen later (7 augustus 2015). |
| 17.3 Rosa LTS    | 4 december 2015                     | Cinnamon, MATE, Xfce, KDE       | De KDE- en Xfce-versies verschenen later (9 januari 2016) |
| 18 Sarah LTS     | 30 juni 2016                        | Cinnamon, MATE, Xfce, KDE       | De Xfce-versie verscheen op 2 augustus 2016. De KDE-versie verscheen op 9 september 2016. |
| 18.1 Serena LTS  | 16 december 2016 / 27 januari 2017  | Cinnamon, MATE, Xfce, KDE       | De Linux Mint 18.1 versies MATE en Cinnamon zijn op 16 december 2016 uitgekomen. De KDE- en Xfce-versie volgden op 27 januari 2017. |
| 18.2 Sonya LTS   | 2 juli 2017                         | Cinnamon, MATE, Xfce, KDE       | |
| 18.3 Sylvia      | 27 november 2017 / 15 december 2017 | Cinnamon, MATE, Xfce, KDE       | De Linux Mint 18.3 versies MATE en Cinnamon zijn op 27 november 2017 uitgekomen. De KDE- en Xfce-versie volgden op 15 december 2017. |
| 19 Tara          | 29 juni 2018                        | Cinnamon, MATE, Xfce            | Lange termijn ondersteuningsrelease (LTS) die tot april 2023 wordt ondersteund. |
| 19.1 Tessa       | 19 december 2018                    | Cinnamon, MATE, Xfce            | Lange termijn ondersteuningsrelease (LTS) die tot april 2023 wordt ondersteund. |
| 19.2 Tina        | 2 augustus 2019                     | Cinnamon, MATE, Xfce            | Lange termijn ondersteuningsrelease (LTS) die tot april 2023 wordt ondersteund. |
| 19.3 Tricia      | 18 december 2019                    | Cinnamon, MATE, Xfce            | Lange termijn ondersteuningsrelease (LTS) die tot april 2023 wordt ondersteund. |
| 20 Ulyana        | 27 juni 2020                        | Cinnamon, MATE, Xfce            | Lange termijn ondersteuningsrelease (LTS) die tot april 2025 wordt ondersteund. |
| 20.1 Ulyssa      | 8 januari 2021                      | Cinnamon, MATE, Xfce            | Lange termijn ondersteuningsrelease (LTS) die tot april 2025 wordt ondersteund. |
| 20.2 Uma         | 8 juli 2021                         | Cinnamon, MATE, Xfce            | Lange termijn ondersteuningsrelease (LTS) die tot april 2025 wordt ondersteund. |
| 20.3 Una         | 7 januari 2022                      | Cinnamon, MATE, Xfce            | Lange termijn ondersteuningsrelease (LTS) die tot april 2025 wordt ondersteund. |
| 21 Vanessa       | 31 juli 2022                        | Cinnamon, MATE, Xfce            | Lange termijn ondersteuningsrelease (LTS) die tot april 2027 wordt ondersteund. |
| 21.1 Vera        | 20 december 2022                    | Cinnamon, MATE, Xfce            | Lange termijn ondersteuningsrelease (LTS) die tot april 2027 wordt ondersteund. |
| 21.2 Victoria    | 16 juli 2023                        | Cinnamon, MATE, Xfce            | Lange termijn ondersteuningsrelease (LTS) die tot april 2027 wordt ondersteund. |
| 21.3 Virginia    | 12 januari 2024                     | Cinnamon, MATE, Xfce            | Lange termijn ondersteuningsrelease (LTS) die tot april 2027 wordt ondersteund. |
| 22 Wilma         | 25 juli 2024                        | Cinnamon, MATE, Xfce            | Lange termijn ondersteuningsrelease (LTS) die tot april 2029 wordt ondersteund. |
| 22.1 Xia         | 16 januari 2025                     | Cinnamon, MATE, Xfce            | Lange termijn ondersteuningsrelease (LTS) die tot april 2029 wordt ondersteund. |

| Kleur | Betekenis                       |
| ----- | ------------------------------- |
| Rood  | Niet-ondersteunde versie        |
| Geel  | Oudere, nog ondersteunde versie |
| Groen | Recentste versie                |
| Blauw | Toekomstige versie              |

Vanaf versie 2.2 is er ook een zogenaamde Light Edition beschikbaar. De Light Edition is volledig ontdaan van alle niet-vrije software. Bij Mint 11 Katya en 12 Lisa is dit de cd-editie (de normale editie is bedoeld om op dvd gebrand te worden). Vanaf versie 2.2 zijn regelmatig Community Editions verschenen, die in plaats van GNOME (later MATE) als standaard desktopomgeving KDE, LXDE of Xfce gebruiken.
Ook is er een versie gebaseerd op Debian Testing, deze heet Linux Mint Debian Edition (LMDE).

#### Edge Edition (Cinnamon)
Sinds versie 20.1 biedt Linux Mint naast de reguliere ISO-images soms een “edge” ISO-image voor de nieuwste release. Deze image wordt geleverd met nieuwere componenten (de laatste kernel versie) om de modernste hardwarechipsets en apparaten te kunnen ondersteunen. De Edge ISO-image is niet zo stabiel als de andere ISO's en ondersteunt mogelijk niet zoveel eigen stuurprogramma's. Het wordt geadviseerd om deze alleen te gebruiken als u niet kunt opstarten of installeren met de andere ISO's.